# Liste des églises d'Indre-et-Loire
La liste des églises d'Indre-et-Loire vise à situer les églises du département français d'Indre-et-Loire (région Centre-Val de Loire).
Il est fait état des diverses protections dont elles peuvent bénéficier, et notamment les inscriptions et classements au titre des monuments historiques.

## Rattachement diocésain des églises catholiques
En ce qui concerne le culte catholique, les églises sont situées dans l'archidiocèse de Tours.

## Statistiques

### Nombres
Le département d'Indre-et-Loire comprend 272 communes au 1er janvier 2023.
Depuis 2022, l'archidiocèse de Tours compte 39 paroisses.

## Liste des églises catholiques classées par commune par ordre alphabétique
Le classement ci-après se fait par commune selon l'ordre alphabétique.
Il est fait état des diverses protections dont elles peuvent bénéficier, et notamment les inscriptions et classements au titre des monuments historiques.
| Église                                                                               | Commune                          | Adresse | Coordonnées                      | Notice         | Protection | Date        | Illustration                                                                         |
| ------------------------------------------------------------------------------------ | -------------------------------- | ------- | -------------------------------- | -------------- | --- | ----------- | ------------------------------------------------------------------------------------ |
| Église Saint-Martin d'Abilly                                                         | Abilly                           |         | 46° 56′ 26″ nord, 0° 43′ 35″ est | « PA00097501 » | Inscrit MH L'abside et le transept | 1949        | Église Saint-Martin d'Abilly                                                         |
| Église Saint-Martin d'Ambillou                                                       | Ambillou                         |         | 47° 27′ 06″ nord, 0° 26′ 42″ est |                | |             | Église Saint-Martin d'Ambillou                                                       |
| Église Saint-Florentin d'Amboise                                                     | Amboise                          |         | 47° 24′ 47″ nord, 0° 59′ 00″ est | « PA00097510 » | Classé MH | 1963        | Église Saint-Florentin d'Amboise                                                     |
| Église Notre-Dame-du-Bout-des-Ponts d'Amboise                                        | Amboise                          |         | 47° 25′ 05″ nord, 0° 58′ 56″ est | « PA00097508 » | Inscrit MH | 1948        | Église Notre-Dame-du-Bout-des-Ponts d'Amboise                                        |
| Collégiale Saint-Denis d'Amboise                                                     | Amboise                          |         | 47° 24′ 35″ nord, 0° 58′ 43″ est | « PA00097509 » | Classé MH | 1968        | Collégiale Saint-Denis d'Amboise                                                     |
| Église Saint-Symphorien d'Anché                                                      | Anché                            |         | 47° 08′ 19″ nord, 0° 18′ 33″ est | « PA00097527 » | Inscrit MH | 1926        | Église Saint-Symphorien d'Anché                                                      |
| Église Saint-Vincent d'Antogny-le-Tillac                                             | Antogny-le-Tillac                |         | 46° 58′ 44″ nord, 0° 34′ 42″ est | « PA00097529 » | Inscrit MH | 1926        | Église Saint-Vincent d'Antogny-le-Tillac                                             |
| Église Saint-Maurice d'Artannes-sur-Indre                                            | Artannes-sur-Indre               |         | 47° 16′ 22″ nord, 0° 36′ 00″ est | « PA00097531 » | Inscrit MH Eglise (à l'exception de la façade Ouest) | 1948        | Église Saint-Maurice d'Artannes-sur-Indre                                            |
| Église Saint-Pierre-et-Saint-Jean d'Assay                                            | Assay                            |         | 47° 04′ 28″ nord, 0° 17′ 24″ est |                | |             | Église Saint-Pierre-et-Saint-Jean d'Assay                                            |
| Église Saint-Romain d'Athée-sur-Cher                                                 | Athée-sur-Cher                   |         | 47° 19′ 15″ nord, 0° 54′ 57″ est | « PA00097535 » | Inscrit MH | 1949        | Église Saint-Romain d'Athée-sur-Cher                                                 |
| Église Saint-Martin d'Autrèche                                                       | Autrèche                         |         | 47° 31′ 30″ nord, 0° 59′ 49″ est | « PA00097539 » | Inscrit MH | 1926        | Église Saint-Martin d'Autrèche                                                       |
| Église Saint-Martin d'Auzouer-en-Touraine                                            | Auzouer-en-Touraine              |         | 47° 32′ 34″ nord, 0° 55′ 12″ est | « PA00097540 » | Inscrit MH L'ensemble de la façade occidentale, y compris les contreforts d'angle, et la porte                                                                   | 1965        | Image manquante Téléverser                                                           |
| Église Saint-Maurice d'Avoine                                                        | Avoine                           |         | 47° 12′ 18″ nord, 0° 10′ 58″ est | « IA00011775 » | |             | Église Saint-Maurice d'Avoine                                                        |
| Église Notre-Dame d'Avon-les-Roches                                                  | Avon-les-Roches                  |         | 47° 09′ 24″ nord, 0° 26′ 56″ est | « PA00097544 » | Classé MH | 1908        | Église Notre-Dame d'Avon-les-Roches                                                  |
| Collégiale des Roches-Tranchelion                                                    | Avon-les-Roches                  |         | 47° 09′ 40″ nord, 0° 28′ 26″ est | « PA00097543 » | Classé MH | 1914        | Collégiale des Roches-Tranchelion                                                    |
| Église Saint-Symphorien-les-Ponceaux d'Avrillé-les-Ponceaux                          | Avrillé-les-Ponceaux             |         | 47° 24′ 20″ nord, 0° 19′ 49″ est | « PA00097545 » | Inscrit MH | 1949        | Église Saint-Symphorien-les-Ponceaux d'Avrillé-les-Ponceaux                          |
| Église Saint-Aubin d'Avrillé-les-Ponceaux                                            | Avrillé-les-Ponceaux             |         | 47° 23′ 39″ nord, 0° 17′ 11″ est |                | |             | Église Saint-Aubin d'Avrillé-les-Ponceaux                                            |
| Église Saint-Symphorien d'Azay-le-Rideau                                             | Azay-le-Rideau                   |         | 47° 15′ 37″ nord, 0° 27′ 58″ est | « PA00097549 » | Classé MH | 1908        | Église Saint-Symphorien d'Azay-le-Rideau                                             |
| Église Sainte-Marie-Madeleine d'Azay-sur-Cher                                        | Azay-sur-Cher                    |         | 47° 20′ 59″ nord, 0° 50′ 49″ est | « PA00097553 » | Inscrit MH Le clocher | 1947        | Église Sainte-Marie-Madeleine d'Azay-sur-Cher                                        |
| Église Saint-Crépin-et-Saint-Crépinien d'Azay-sur-Indre                              | Azay-sur-Indre                   |         | 47° 12′ 31″ nord, 0° 56′ 47″ est | « PA37000023 » | Inscrit MH L'église en totalité, à l'exception de la sacristie accolée au chœur                                                                                  | 2007        | Église Saint-Crépin-et-Saint-Crépinien d'Azay-sur-Indre                              |
| Église Saint-Venant de Ballan-Miré                                                   | Ballan-Miré                      |         | 47° 20′ 25″ nord, 0° 36′ 48″ est | « PA00097558 » | Inscrit MH | 1944        | Église Saint-Venant de Ballan-Miré                                                   |
| Église Saint-Maurice de Barrou                                                       | Barrou                           |         | 46° 51′ 57″ nord, 0° 46′ 18″ est | « IA37001153 » | |             | Église Saint-Maurice de Barrou                                                       |
| Abbatiale Saint-Pierre-Saint-Paul de Beaulieu-lès-Loches                             | Beaulieu-lès-Loches              |         | 47° 07′ 43″ nord, 1° 00′ 45″ est | « PA00097561 » | Classé MH | 1862        | Abbatiale Saint-Pierre-Saint-Paul de Beaulieu-lès-Loches                             |
| Église Saint-Laurent de Beaulieu-lès-Loches                                          | Beaulieu-lès-Loches              |         | 47° 07′ 44″ nord, 1° 00′ 44″ est | « PA00097562 » | Classé MH | 1952        | Église Saint-Laurent de Beaulieu-lès-Loches                                          |
| Église Saint-Pierre de Beaulieu-lès-Loches                                           | Beaulieu-lès-Loches              |         | 47° 07′ 53″ nord, 1° 00′ 41″ est | « PA00097563 » | Inscrit MH Les murs | 1949        | Église Saint-Pierre de Beaulieu-lès-Loches                                           |
| Église Saint-Georges de Louestault                                                   | Beaumont-Louestault              |         | 47° 37′ 02″ nord, 0° 38′ 58″ est | « IA37000004 » | |             | Église Saint-Georges de Louestault                                                   |
| Église Saint-Martin de Beaumont-la-Ronce                                             | Beaumont-Louestault              |         | 47° 34′ 11″ nord, 0° 40′ 10″ est |                | |             | Image manquante Téléverser                                                           |
| Église Saint-Sylvain de Beaumont-Village                                             | Beaumont-Village                 |         | 47° 10′ 39″ nord, 1° 12′ 27″ est |                | |             | Image manquante Téléverser                                                           |
| Église Notre-Dame-du-Rosaire de Beaumont-en-Véron                                    | Beaumont-en-Véron                |         | 47° 11′ 40″ nord, 0° 11′ 16″ est |                | |             | Église Notre-Dame-du-Rosaire de Beaumont-en-Véron                                    |
| Église Saint-Germain de Benais                                                       | Benais                           |         | 47° 17′ 47″ nord, 0° 12′ 54″ est | « PA00097583 » | Classé MH Eglise, à l'exclusion de l'adjonction du début du 20e siècle                                                                                           | 1991        | Église Saint-Germain de Benais                                                       |
| Église Saint-Martin de Berthenay                                                     | Berthenay                        |         | 47° 21′ 48″ nord, 0° 31′ 30″ est |                | |             | Église Saint-Martin de Berthenay                                                     |
| Église Saint-Étienne de Betz-le-Château                                              | Betz-le-Château                  |         | 46° 59′ 29″ nord, 0° 55′ 08″ est | « IA37001166 » | |             | Église Saint-Étienne de Betz-le-Château                                              |
| Église Saint-Christophe de Bléré                                                     | Bléré                            |         | 47° 19′ 40″ nord, 0° 59′ 29″ est | « PA00097588 » | Classé MH | 1941        | Église Saint-Christophe de Bléré                                                     |
| Église Saint-Martin de Bossay-sur-Claise                                             | Bossay-sur-Claise                |         | 46° 49′ 56″ nord, 0° 57′ 45″ est | « PA00097591 » | Classé MH | 1911        | Église Saint-Martin de Bossay-sur-Claise                                             |
| Église Saint-Laurent de Bossée                                                       | Bossée                           |         | 47° 06′ 42″ nord, 0° 43′ 41″ est | « PA00097593 » | Classé MH Clocher avec flèche | 1921        | Église Saint-Laurent de Bossée                                                       |
| Église Saint-Germain de Bourgueil                                                    | Bourgueil                        |         | 47° 16′ 53″ nord, 0° 10′ 07″ est | « PA00097595 » | Classé MH | 1908        | Église Saint-Germain de Bourgueil                                                    |
| Abbatiale Saint-Pierre de Bourgueil                                                  | Bourgueil                        |         | 47° 16′ 50″ nord, 0° 10′ 16″ est |                | |             | Abbatiale Saint-Pierre de Bourgueil                                                  |
| Église Saint-Martin de Bournan                                                       | Bournan                          |         | 47° 03′ 42″ nord, 0° 43′ 42″ est | « PA00097599 » | Classé MH | 1966        | Église Saint-Martin de Bournan                                                       |
| Église Saint-Laurent de Boussay                                                      | Boussay                          |         | 46° 50′ 28″ nord, 0° 53′ 19″ est | « PA37000021 » | Inscrit MH | 2005        | Église Saint-Laurent de Boussay                                                      |
| Église Notre-Dame de Braslou                                                         | Braslou                          |         | 47° 00′ 02″ nord, 0° 23′ 33″ est |                | |             | Église Notre-Dame de Braslou                                                         |
| Église Saint-Jean-Baptiste de Braye-sous-Faye                                        | Braye-sous-Faye                  |         | 46° 59′ 30″ nord, 0° 20′ 50″ est | « PA00097601 » | Inscrit MH Le portail | 1926        | Église Saint-Jean-Baptiste de Braye-sous-Faye                                        |
| Église Saint-Pierre-aux-Liens de Braye-sur-Maulne                                    | Braye-sur-Maulne                 |         | 47° 33′ 19″ nord, 0° 14′ 58″ est |                | |             | Église Saint-Pierre-aux-Liens de Braye-sur-Maulne                                    |
| Église Saint-Roch de Bridoré                                                         | Bridoré                          |         | 47° 01′ 35″ nord, 1° 04′ 58″ est | « PA00097603 » | Inscrit MH | 1926        | Église Saint-Roch de Bridoré                                                         |
| Église Saint-Martin d'Oizay                                                          | Bridoré                          |         | 47° 02′ 15″ nord, 1° 05′ 55″ est | « PA00097604 » | Inscrit MH | 1949        | Image manquante Téléverser                                                           |
| Église Saint-Pierre de Brizay                                                        | Brizay                           |         | 47° 06′ 08″ nord, 0° 24′ 10″ est | « IA37000274 » | |             | Église Saint-Pierre de Brizay                                                        |
| Église Saint-Martin de Brèches                                                       | Brèches                          |         | 47° 34′ 11″ nord, 0° 23′ 17″ est |                | |             | Image manquante Téléverser                                                           |
| Église Sainte-Marie-Madeleine de Bréhémont                                           | Bréhémont                        |         | 47° 17′ 45″ nord, 0° 21′ 18″ est | « IA00011253 » | |             | Église Sainte-Marie-Madeleine de Bréhémont                                           |
| Collégiale Saint-Pierre, Saint-Michel et Saints-Innocents de Bueil                   | Bueil-en-Touraine                |         | 47° 38′ 42″ nord, 0° 33′ 03″ est | « PA00097606 » | Classé MH | 1912        | Collégiale Saint-Pierre, Saint-Michel et Saints-Innocents de Bueil                   |
| Collégiale Saint-Martin de Candes                                                    | Candes-Saint-Martin              |         | 47° 12′ 40″ nord, 0° 04′ 26″ est | « PA00097608 » | Classé MH | 1840        | Collégiale Saint-Martin de Candes                                                    |
| Église Saint-Martin de Cangey                                                        | Cangey                           |         | 47° 28′ 02″ nord, 1° 03′ 35″ est | « PA00097615 » | Inscrit MH Eglise, à l'exception du porche moderne précédant la façade Ouest                                                                                     | 1948        | Église Saint-Martin de Cangey                                                        |
| Église Saint-Pierre de Cerelles                                                      | Cerelles                         |         | 47° 30′ 05″ nord, 0° 40′ 58″ est |                | |             | Église Saint-Pierre de Cerelles                                                      |
| Église Saint-Paul de Chambon                                                         | Chambon                          |         | 46° 50′ 32″ nord, 0° 48′ 45″ est | « PA00097624 » | Inscrit MH | 1931        | Église Saint-Paul de Chambon                                                         |
| Église Saint-Martin de Chambourg-sur-Indre                                           | Chambourg-sur-Indre              |         | 47° 10′ 59″ nord, 0° 58′ 01″ est |                | |             | Église Saint-Martin de Chambourg-sur-Indre                                           |
| Église Saint-Symphorien de Chambray-lès-Tours                                        | Chambray-lès-Tours               |         | 47° 20′ 20″ nord, 0° 42′ 51″ est |                | |             | Église Saint-Symphorien de Chambray-lès-Tours                                        |
| Église Notre-Dame de Champigny-sur-Veude                                             | Champigny-sur-Veude              |         | 47° 04′ 02″ nord, 0° 19′ 24″ est |                | |             | Image manquante Téléverser                                                           |
| Église Notre-Dame de Chanceaux-près-Loches                                           | Chanceaux-près-Loches            |         | 47° 08′ 47″ nord, 0° 56′ 12″ est |                | |             | Image manquante Téléverser                                                           |
| Église Saint-Martin de Chanceaux-sur-Choisille                                       | Chanceaux-sur-Choisille          |         | 47° 28′ 20″ nord, 0° 42′ 06″ est | « PA00097630 » | Inscrit MH | 1926        | Église Saint-Martin de Chanceaux-sur-Choisille                                       |
| Église Saint-Quentin de Channay-sur-Lathan                                           | Channay-sur-Lathan               |         | 47° 28′ 48″ nord, 0° 15′ 51″ est | « PA00097632 » | Inscrit MH L'abside | 1948        | Église Saint-Quentin de Channay-sur-Lathan                                           |
| Église Saint-Pierre de Chançay                                                       | Chançay                          |         | 47° 27′ 10″ nord, 0° 52′ 26″ est |                | |             | Église Saint-Pierre de Chançay                                                       |
| Église Saint-Laurent de Charentilly                                                  | Charentilly                      |         | 47° 28′ 13″ nord, 0° 36′ 35″ est | « PA00097638 » | Inscrit MH | 1947        | Image manquante Téléverser                                                           |
| Église Saint-Marc de Chargé                                                          | Chargé                           |         | 47° 25′ 56″ nord, 1° 01′ 51″ est |                | |             | Église Saint-Marc de Chargé                                                          |
| Église Saint-Martin de Charnizay                                                     | Charnizay                        |         | 46° 50′ 45″ nord, 0° 55′ 47″ est |                | |             | Image manquante Téléverser                                                           |
| Église Saint-Médard de Chaumussay                                                    | Chaumussay                       |         | 46° 52′ 14″ nord, 0° 51′ 45″ est | « PA00097645 » | Inscrit MH | 1952        | Église Saint-Médard de Chaumussay                                                    |
| Église Saint-Pierre de Chaveignes                                                    | Chaveignes                       |         | 47° 02′ 16″ nord, 0° 20′ 59″ est |                | |             | Église Saint-Pierre de Chaveignes                                                    |
| Église Saint-Didier de Cheillé                                                       | Cheillé                          |         | 47° 15′ 39″ nord, 0° 24′ 22″ est | « IA00011270 » | |             | Église Saint-Didier de Cheillé                                                       |
| Église Saint-Cyr-et-Sainte-Julitte de Chemillé-sur-Dême                              | Chemillé-sur-Dême                |         | 47° 39′ 30″ nord, 0° 38′ 52″ est | « IA37000049 » | |             | Image manquante Téléverser                                                           |
| Église Saint-Vincent de Chemillé-sur-Indrois                                         | Chemillé-sur-Indrois             |         | 47° 09′ 42″ nord, 1° 10′ 01″ est | « PA00097651 » | Inscrit MH Chœur | 1951        | Église Saint-Vincent de Chemillé-sur-Indrois                                         |
| Église Notre-Dame-et-Saint-Jean-Baptiste de la chartreuse du Liget                   | Chemillé-sur-Indrois             |         | 47° 08′ 36″ nord, 1° 07′ 54″ est |                | |             | Église Notre-Dame-et-Saint-Jean-Baptiste de la chartreuse du Liget                   |
| Église Saint-Jean-Baptiste de Chenonceaux                                            | Chenonceaux                      |         | 47° 19′ 52″ nord, 1° 04′ 02″ est | « PA00097655 » | Inscrit MH | 1947        | Église Saint-Jean-Baptiste de Chenonceaux                                            |
| Église Notre-Dame-et-Saint-Sauveur de Lièze                                          | Chezelles                        |         | 47° 04′ 06″ nord, 0° 26′ 18″ est | « PA00097658 » | Inscrit MH | 1941        | Image manquante Téléverser                                                           |
| Église Saint-Pierre de Chezelles                                                     | Chezelles                        |         | 47° 03′ 28″ nord, 0° 26′ 31″ est |                | |             | Image manquante Téléverser                                                           |
| Abbaye Saint-Mexme de Chinon                                                         | Chinon                           |         | 47° 10′ 05″ nord, 0° 14′ 43″ est | « PA00097659 » | Classé MH | 1840        | Abbaye Saint-Mexme de Chinon                                                         |
| Église Saint-Étienne de Chinon                                                       | Chinon                           |         | 47° 10′ 01″ nord, 0° 14′ 09″ est | « PA00097665 » | Inscrit MH | 1962        | Église Saint-Étienne de Chinon                                                       |
| Église Saint-Maurice de Chinon                                                       | Chinon                           |         | 47° 10′ 01″ nord, 0° 14′ 10″ est | « PA00097666 » | Classé MH | 1913        | Église Saint-Maurice de Chinon                                                       |
| Église Notre-Dame-de-l'Épine de Parilly                                              | Chinon                           |         | 47° 08′ 43″ nord, 0° 13′ 57″ est | « PA00097667 » | Classé MH | 1926        | Église Notre-Dame-de-l'Épine de Parilly                                              |
| Église Saint-Pierre de Chisseaux                                                     | Chisseaux                        |         | 47° 19′ 54″ nord, 1° 05′ 41″ est | « PA00097690 » | Inscrit MH | 1947        | Église Saint-Pierre de Chisseaux                                                     |
| Église Saint-Pierre de Chouzé-sur-Loire                                              | Chouzé-sur-Loire                 |         | 47° 14′ 12″ nord, 0° 07′ 38″ est |                | |             | Image manquante Téléverser                                                           |
| Église Saint-André de Château-Renault                                                | Château-Renault                  |         | 47° 35′ 30″ nord, 0° 54′ 48″ est | « PA00097644 » | Inscrit MH | 1949        | Église Saint-André de Château-Renault                                                |
| Église Notre-Dame de Château-la-Vallière                                             | Château-la-Vallière              |         | 47° 32′ 49″ nord, 0° 19′ 10″ est |                | |             | Image manquante Téléverser                                                           |
| Église Saint-Pierre-ès-Liens de Chédigny                                             | Chédigny                         |         | 47° 12′ 30″ nord, 0° 59′ 59″ est |                | |             | Église Saint-Pierre-ès-Liens de Chédigny                                             |
| Église Notre-Dame de Cigogné                                                         | Cigogné                          |         | 47° 15′ 37″ nord, 0° 55′ 51″ est | « PA00097697 » | Inscrit MH | 1962        | Église Notre-Dame de Cigogné                                                         |
| Église Saint-Hilaire de Cinais                                                       | Cinais                           |         | 47° 08′ 53″ nord, 0° 10′ 53″ est | « IA00011803 » | |             | Église Saint-Hilaire de Cinais                                                       |
| Église Saint-Médard de Cinq-Mars-la-Pile                                             | Cinq-Mars-la-Pile                |         | 47° 20′ 52″ nord, 0° 27′ 45″ est | « PA00097700 » | Classé MH Le clocher ; Inscrit MH Le transept et le chevet | 1915 ; 1926 | Église Saint-Médard de Cinq-Mars-la-Pile                                             |
| Église Saint-Symphorien de Ciran                                                     | Ciran                            |         | 47° 03′ 34″ nord, 0° 52′ 24″ est |                | |             | Église Saint-Symphorien de Ciran                                                     |
| Église Saint-Germain de Civray-de-Touraine                                           | Civray-de-Touraine               |         | 47° 19′ 53″ nord, 1° 02′ 58″ est | « PA00097706 » | Inscrit MH Eglise, sauf parties classées ; Classé MH La nef, le transept et le chœur                                                                             | 1926 ; 1946 | Église Saint-Germain de Civray-de-Touraine                                           |
| Église Saint-Rémi de Civray-sur-Esves                                                | Civray-sur-Esves                 |         | 47° 02′ 53″ nord, 0° 42′ 38″ est | « PA00097707 » | Inscrit MH | 1926        | Église Saint-Rémi de Civray-sur-Esves                                                |
| Église Notre-Dame de Cléré-les-Pins                                                  | Cléré-les-Pins                   |         | 47° 25′ 32″ nord, 0° 23′ 24″ est |                | |             | Image manquante Téléverser                                                           |
| Église Saint-Martin de Continvoir                                                    | Continvoir                       |         | 47° 23′ 17″ nord, 0° 13′ 13″ est |                | |             | Église Saint-Martin de Continvoir                                                    |
| Église Notre-Dame-de-Fougeray de Cormery                                             | Cormery                          |         | 47° 16′ 06″ nord, 0° 50′ 27″ est | « PA00097711 » | Classé MH | 1912        | Église Notre-Dame-de-Fougeray de Cormery                                             |
| Église Saint-Patrice de Saint-Patrice                                                | Coteaux-sur-Loire                |         | 47° 17′ 29″ nord, 0° 19′ 11″ est | « PA00098098 » | Inscrit MH | 1948        | Image manquante Téléverser                                                           |
| Église Saint-Michel de Saint-Michel-sur-Loire                                        | Coteaux-sur-Loire                |         | 47° 18′ 25″ nord, 0° 20′ 57″ est |                | |             | Église Saint-Michel de Saint-Michel-sur-Loire                                        |
| Église Saint-Romain d'Ingrandes-de-Touraine                                          | Coteaux-sur-Loire                |         | 47° 16′ 58″ nord, 0° 16′ 00″ est |                | |             | Église Saint-Romain d'Ingrandes-de-Touraine                                          |
| Église Notre-Dame de Couesmes                                                        | Couesmes                         |         | 47° 33′ 51″ nord, 0° 20′ 32″ est |                | |             | Église Notre-Dame de Couesmes                                                        |
| Église Saint-Barthélemy de Courcelles-de-Touraine                                    | Courcelles-de-Touraine           |         | 47° 28′ 56″ nord, 0° 18′ 28″ est |                | |             | Église Saint-Barthélemy de Courcelles-de-Touraine                                    |
| Église Saint-Denis de Courcoué                                                       | Courcoué                         |         | 47° 02′ 02″ nord, 0° 23′ 48″ est |                | |             | Église Saint-Denis de Courcoué                                                       |
| Église Saint-Urbain de Courçay                                                       | Courçay                          |         | 47° 15′ 00″ nord, 0° 52′ 36″ est | « PA00097713 » | Inscrit MH | 1944        | Église Saint-Urbain de Courçay                                                       |
| Église Sainte-Radegonde de Couziers                                                  | Couziers                         |         | 47° 09′ 31″ nord, 0° 04′ 55″ est | « IA00011786 » | |             | Église Sainte-Radegonde de Couziers                                                  |
| Église Saint-Léger du Vieux-Bourg                                                    | Cravant-les-Côteaux              |         | 47° 09′ 59″ nord, 0° 20′ 59″ est | « PA00097718 » | Classé MH | 1913        | Église Saint-Léger du Vieux-Bourg                                                    |
| Église Saint-Léger de Cravant-les-Côteaux                                            | Cravant-les-Côteaux              |         | 47° 09′ 29″ nord, 0° 20′ 45″ est | « IA37000298 » | |             | Image manquante Téléverser                                                           |
| Église Saint-Maurice de Crissay-sur-Manse                                            | Crissay-sur-Manse                |         | 47° 08′ 52″ nord, 0° 29′ 12″ est | « PA00097722 » | Inscrit MH | 1926        | Église Saint-Maurice de Crissay-sur-Manse                                            |
| Église Notre-Dame-de-l'Assomption de Crotelles                                       | Crotelles                        |         | 47° 32′ 35″ nord, 0° 50′ 11″ est |                | |             | Église Notre-Dame-de-l'Assomption de Crotelles                                       |
| Église Notre-Dame de Crouzilles                                                      | Crouzilles                       |         | 47° 07′ 27″ nord, 0° 27′ 35″ est | « PA00097732 » | Classé MH Abside ; Inscrit MH Eglise (à l'exception de l'abside déjà classée)                                                                                    | 1921 ; 1953 | Église Notre-Dame de Crouzilles                                                      |
| Église Saint-Pierre de Mougon                                                        | Crouzilles                       |         | 47° 07′ 01″ nord, 0° 28′ 24″ est | « PA00097733 » | Inscrit MH Eglise (ruines) | 1962        | Église Saint-Pierre de Mougon                                                        |
| Église Saint-Pierre-ès-Liens de Cussay                                               | Cussay                           |         | 47° 01′ 25″ nord, 0° 47′ 20″ est |                | |             | Église Saint-Pierre-ès-Liens de Cussay                                               |
| Église Saint-Martin de Céré-la-Ronde                                                 | Céré-la-Ronde                    |         | 47° 15′ 36″ nord, 1° 11′ 30″ est | « PA00097621 » | Classé MH | 1971        | Église Saint-Martin de Céré-la-Ronde                                                 |
| Église Notre-Dame de Dame-Marie-les-Bois                                             | Dame-Marie-les-Bois              |         | 47° 32′ 29″ nord, 1° 01′ 53″ est |                | |             | Église Notre-Dame de Dame-Marie-les-Bois                                             |
| Église Saint-Pierre de Balesmes                                                      | Descartes                        |         | 46° 59′ 10″ nord, 0° 40′ 41″ est | « PA00097736 » | Classé MH | 1908        | Église Saint-Pierre de Balesmes                                                      |
| Église Notre-Dame de La Haye                                                         | Descartes                        |         | 46° 58′ 17″ nord, 0° 41′ 44″ est | « PA00097737 » | Classé MH | 1994        | Église Notre-Dame de La Haye                                                         |
| Église Saint-Georges de La Haye-Descartes                                            | Descartes                        |         | 46° 58′ 22″ nord, 0° 41′ 46″ est | « PA00097738 » | Inscrit MH L'abside | 1926        | Église Saint-Georges de La Haye-Descartes                                            |
| Église Saint-Médard de Dierre                                                        | Dierre                           |         | 47° 20′ 46″ nord, 0° 57′ 05″ est | « PA00097740 » | Classé MH | 1965        | Église Saint-Médard de Dierre                                                        |
| Église Saint-Venant de Dolus-le-Sec                                                  | Dolus-le-Sec                     |         | 47° 09′ 54″ nord, 0° 53′ 38″ est |                | |             | Image manquante Téléverser                                                           |
| Église Saint-Sulpice de Draché                                                       | Draché                           |         | 47° 03′ 18″ nord, 0° 37′ 28″ est |                | |             | Église Saint-Sulpice de Draché                                                       |
| Église Saint-Pierre de Druye                                                         | Druye                            |         | 47° 18′ 35″ nord, 0° 32′ 16″ est |                | |             | Église Saint-Pierre de Druye                                                         |
| Église Saint-Maurice d'Esves-le-Moutier                                              | Esves-le-Moutier                 |         | 47° 02′ 27″ nord, 0° 54′ 27″ est | « PA00097747 » | Inscrit MH | 1944        | Église Saint-Maurice d'Esves-le-Moutier                                              |
| Église Saint-Médard d'Esvres                                                         | Esvres                           |         | 47° 17′ 02″ nord, 0° 47′ 05″ est |                | |             | Église Saint-Médard d'Esvres                                                         |
| Collégiale Saint-Georges de Faye-la-Vineuse                                          | Faye-la-Vineuse                  |         | 46° 57′ 25″ nord, 0° 20′ 28″ est | « PA00097750 » | Classé MH | 1931        | Collégiale Saint-Georges de Faye-la-Vineuse                                          |
| Église Saint-Pierre de Marnay                                                        | Faye-la-Vineuse                  |         | 46° 57′ 16″ nord, 0° 21′ 21″ est | « PA00097751 » | Inscrit MH | 1951        | Image manquante Téléverser                                                           |
| Église Saint-Mandé-Saint-Jean de Ferrière-Larçon                                     | Ferrière-Larçon                  |         | 46° 59′ 34″ nord, 0° 52′ 57″ est | « PA00097756 » | Classé MH | 1908        | Église Saint-Mandé-Saint-Jean de Ferrière-Larçon                                     |
| Église Notre-Dame de Ferrière-sur-Beaulieu                                           | Ferrière-sur-Beaulieu            |         | 47° 08′ 23″ nord, 1° 02′ 15″ est | « PA00097752 » | Inscrit MH | 1952        | Église Notre-Dame de Ferrière-sur-Beaulieu                                           |
| Église Saint-Symphorien de Fondettes                                                 | Fondettes                        |         | 47° 24′ 13″ nord, 0° 35′ 47″ est | « PA00135296 » | Inscrit MH | 1995        | Église Saint-Symphorien de Fondettes                                                 |
| Église Saint-Thibault de Francueil                                                   | Francueil                        |         | 47° 18′ 47″ nord, 1° 05′ 01″ est | « PA00097762 » | Inscrit MH | 1926        | Église Saint-Thibault de Francueil                                                   |
| Église Sainte-Eulalie de Genillé                                                     | Genillé                          |         | 47° 11′ 07″ nord, 1° 05′ 36″ est | « PA00097765 » | Inscrit MH | 1926        | Église Sainte-Eulalie de Genillé                                                     |
| Église Notre-Dame de Gizeux                                                          | Gizeux                           |         | 47° 23′ 27″ nord, 0° 11′ 57″ est |                | |             | Église Notre-Dame de Gizeux                                                          |
| Église Saint-Martin d'Hommes                                                         | Hommes                           |         | 47° 25′ 34″ nord, 0° 17′ 46″ est |                | |             | Image manquante Téléverser                                                           |
| Église Saint-Maurice d'Huismes                                                       | Huismes                          |         | 47° 13′ 57″ nord, 0° 15′ 07″ est | « PA00097778 » | Classé MH Abside et travée attenante ; Inscrit MH L'église paroissiale Saint-Maurice, en totalité, à l'exception de l'abside et de la travée attenante, classées | 1913 ; 2019 | Église Saint-Maurice d'Huismes                                                       |
| Église Saints-Gervais-et-Protais de Jaulnay                                          | Jaulnay                          |         | 46° 56′ 54″ nord, 0° 24′ 49″ est | « PA00097786 » | Inscrit MH | 1962        | Église Saints-Gervais-et-Protais de Jaulnay                                          |
| Église Notre-Dame-de-la-Paix de Joué-lès-Tours                                       | Joué-lès-Tours                   |         | 47° 21′ 25″ nord, 0° 41′ 23″ est |                | |             | Image manquante Téléverser                                                           |
| Église Sainte-Marie-de-l'Incarnation de Joué-lès-Tours                               | Joué-lès-Tours                   |         | 47° 20′ 48″ nord, 0° 40′ 48″ est |                | |             | Image manquante Téléverser                                                           |
| Église Saint-Joseph de la Rabière                                                    | Joué-lès-Tours                   |         | 47° 20′ 38″ nord, 0° 39′ 41″ est |                | |             | Image manquante Téléverser                                                           |
| Église Saint-Pierre-et-Saint-Paul de Joué-lès-Tours                                  | Joué-lès-Tours                   |         | 47° 21′ 07″ nord, 0° 39′ 40″ est |                | |             | Église Saint-Pierre-et-Saint-Paul de Joué-lès-Tours                                  |
| Église Saint-Gilles de L'Île-Bouchard                                                | L'Île-Bouchard                   |         | 47° 07′ 26″ nord, 0° 25′ 38″ est | « PA00097782 » | Classé MH | 1908        | Église Saint-Gilles de L'Île-Bouchard                                                |
| Église Saint-Maurice de L'Île-Bouchard                                               | L'Île-Bouchard                   |         | 47° 07′ 02″ nord, 0° 25′ 25″ est | « PA00097783 » | Classé MH | 1908        | Église Saint-Maurice de L'Île-Bouchard                                               |
| Église Notre-Dame de La Celle-Guenand                                                | La Celle-Guenand                 |         | 46° 56′ 41″ nord, 0° 53′ 42″ est | « PA00097618 » | Classé MH | 1908        | Église Notre-Dame de La Celle-Guenand                                                |
| Église Saint-Avant de La Celle-Saint-Avant                                           | La Celle-Saint-Avant             |         | 47° 02′ 44″ nord, 0° 38′ 20″ est | « PA00097619 » | Inscrit MH | 1971        | Église Saint-Avant de La Celle-Saint-Avant                                           |
| Église Saint-Martin de La Chapelle-Blanche-Saint-Martin                              | La Chapelle-Blanche-Saint-Martin |         | 47° 05′ 11″ nord, 0° 47′ 34″ est | « PA00097636 » | Inscrit MH Eglise (à l'exception des voûtes modernes du collatéral Sud)                                                                                          | 1949        | Église Saint-Martin de La Chapelle-Blanche-Saint-Martin                              |
| Église Saint-Clement de La Chapelle-aux-Naux                                         | La Chapelle-aux-Naux             |         | 47° 19′ 05″ nord, 0° 25′ 38″ est | « IA00011243 » | |             | Église Saint-Clement de La Chapelle-aux-Naux                                         |
| Église de la Translation-de-Saint-Martin de La Chapelle-sur-Loire                    | La Chapelle-sur-Loire            |         | 47° 14′ 54″ nord, 0° 13′ 22″ est | « PA00097637 » | Inscrit MH | 1949        | Église de la Translation-de-Saint-Martin de La Chapelle-sur-Loire                    |
| Église Saint-Quentin de La Croix-en-Touraine                                         | La Croix-en-Touraine             |         | 47° 20′ 07″ nord, 0° 59′ 25″ est | « PA00097730 » | Classé MH | 1943        | Église Saint-Quentin de La Croix-en-Touraine                                         |
| Église Saint-Nicolas de La Ferrière                                                  | La Ferrière                      |         | 47° 37′ 45″ nord, 0° 44′ 47″ est |                | |             | Image manquante Téléverser                                                           |
| Église Saint-Marcellin de La Guerche                                                 | La Guerche                       |         | 46° 53′ 05″ nord, 0° 43′ 50″ est | « PA00097773 » | Inscrit MH Eglise, à l'exception de la nef | 1962        | Église Saint-Marcellin de La Guerche                                                 |
| Église Notre-Dame-de-Choisille de La Membrolle-sur-Choisille                         | La Membrolle-sur-Choisille       |         | 47° 26′ 10″ nord, 0° 38′ 25″ est |                | |             | Église Notre-Dame-de-Choisille de La Membrolle-sur-Choisille                         |
| Église Sainte-Anne de La Riche                                                       | La Riche                         |         | 47° 23′ 20″ nord, 0° 39′ 32″ est | « IA37005492 » | |             | Église Sainte-Anne de La Riche                                                       |
| Église Saint-Martin de La Roche-Clermault                                            | La Roche-Clermault               |         | 47° 08′ 18″ nord, 0° 11′ 43″ est | « PA00098040 » | Classé MH | 1985        | Église Saint-Martin de La Roche-Clermault                                            |
| Église Saint-Gelin de La Tour-Saint-Gelin                                            | La Tour-Saint-Gelin              |         | 47° 02′ 59″ nord, 0° 24′ 11″ est |                | |             | Église Saint-Gelin de La Tour-Saint-Gelin                                            |
| Église Notre-Dame de La Ville-aux-Dames                                              | La Ville-aux-Dames               |         | 47° 23′ 46″ nord, 0° 45′ 45″ est | « PA00098289 » | Inscrit MH | 1947        | Église Notre-Dame de La Ville-aux-Dames                                              |
| Église Notre-Dame des Essards                                                        | Langeais                         |         | 47° 20′ 41″ nord, 0° 18′ 07″ est | « PA00097746 » | Inscrit MH | 1926        | Image manquante Téléverser                                                           |
| Église Saint-Jean-Baptiste de Langeais                                               | Langeais                         |         | 47° 19′ 34″ nord, 0° 24′ 22″ est | « PA00097796 » | Classé MH Le clocher ; Classé MH Les parties du 12e siècle de l'abside et de la sacristie attenante                                                              | 1914 ; 1933 | Église Saint-Jean-Baptiste de Langeais                                               |
| Église Saint-Laurent de Langeais                                                     | Langeais                         |         | 47° 19′ 40″ nord, 0° 23′ 55″ est | « PA00097797 » | Classé MH | 1990        | Église Saint-Laurent de Langeais                                                     |
| Église Saint-Symphorien de Larçay                                                    | Larçay                           |         | 47° 22′ 05″ nord, 0° 46′ 41″ est |                | |             | Image manquante Téléverser                                                           |
| Église Saint-Sulpice du Boulay                                                       | Le Boulay                        |         | 47° 36′ 27″ nord, 0° 51′ 29″ est |                | |             | Église Saint-Sulpice du Boulay                                                       |
| Église Saint-Gervais-Saint-Protais du Grand-Pressigny                                | Le Grand-Pressigny               |         | 46° 55′ 12″ nord, 0° 48′ 11″ est | « PA00097770 » | Inscrit MH | 1926        | Église Saint-Gervais-Saint-Protais du Grand-Pressigny                                |
| Église Saint-Martin d'Étableaux                                                      | Le Grand-Pressigny               |         | 46° 54′ 55″ nord, 0° 48′ 20″ est | « PA00097771 » | Inscrit MH | 1952        | Image manquante Téléverser                                                           |
| Église Saint-Martin du Liège                                                         | Le Liège                         |         | 47° 13′ 45″ nord, 1° 06′ 18″ est |                | |             | Église Saint-Martin du Liège                                                         |
| Église Saint-Sulpice du Louroux                                                      | Le Louroux                       |         | 47° 09′ 39″ nord, 0° 47′ 15″ est | « PA00097843 » | Inscrit MH | 1973        | Église Saint-Sulpice du Louroux                                                      |
| Église Saint-Pierre du Petit-Pressigny                                               | Le Petit-Pressigny               |         | 46° 55′ 18″ nord, 0° 55′ 11″ est | « PA00097912 » | Inscrit MH | 1926        | Église Saint-Pierre du Petit-Pressigny                                               |
| Église Saint-Martin de Lerné                                                         | Lerné                            |         | 47° 08′ 07″ nord, 0° 07′ 22″ est | « PA00097805 » | Classé MH | 1985        | Église Saint-Martin de Lerné                                                         |
| Église Saint-Benoît des Hermites                                                     | Les Hermites                     |         | 47° 39′ 54″ nord, 0° 45′ 05″ est |                | |             | Église Saint-Benoît des Hermites                                                     |
| Église Saint-Martin de Lignières-de-Touraine                                         | Lignières-de-Touraine            |         | 47° 17′ 51″ nord, 0° 24′ 58″ est | « PA37000032 » | Classé MH | 2014        | Église Saint-Martin de Lignières-de-Touraine                                         |
| Église Saint-Martin de Ligré                                                         | Ligré                            |         | 47° 06′ 42″ nord, 0° 16′ 31″ est | « PA00097809 » | Inscrit MH Eglise (à l'exception de la nef) | 1962        | Église Saint-Martin de Ligré                                                         |
| Église Saint-Martin de Ligueil                                                       | Ligueil                          |         | 47° 02′ 37″ nord, 0° 49′ 06″ est | « PA00097813 » | Inscrit MH Le chœur | 1926        | Église Saint-Martin de Ligueil                                                       |
| Église Saint-Saturnin de Limeray                                                     | Limeray                          |         | 47° 27′ 36″ nord, 1° 02′ 34″ est | « PA00097815 » | Inscrit MH Eglise, sauf partie classée ; Classé MH Clocher roman                                                                                                 | 1926 ; 1992 | Église Saint-Saturnin de Limeray                                                     |
| Collégiale Saint-Ours de Loches                                                      | Loches                           |         | 47° 07′ 37″ nord, 0° 59′ 54″ est | « PA00097824 » | Classé MH | 1840        | Collégiale Saint-Ours de Loches                                                      |
| Église Saint-Antoine de Loches                                                       | Loches                           |         | 47° 07′ 42″ nord, 0° 59′ 45″ est | « PA37000025 » | Inscrit MH | 2006        | Église Saint-Antoine de Loches                                                       |
| Église Saint-Antoine de Loches                                                       | Loches                           |         | 47° 07′ 43″ nord, 0° 59′ 56″ est |                | |             | Église Saint-Antoine de Loches                                                       |
| Église Saint-Barthélémy-et-Saint-Laurent de Loché-sur-Indrois                        | Loché-sur-Indrois                |         | 47° 05′ 33″ nord, 1° 13′ 10″ est | « PA00097819 » | Inscrit MH La façade Ouest | 1952        | Église Saint-Barthélémy-et-Saint-Laurent de Loché-sur-Indrois                        |
| Église Notre-Dame-Saint-Pierre-Saint-Paul de Louans                                  | Louans                           |         | 47° 11′ 03″ nord, 0° 44′ 45″ est |                | |             | Église Notre-Dame-Saint-Pierre-Saint-Paul de Louans                                  |
| Église Saint-Martin-de-Vertou de Lublé                                               | Lublé                            |         | 47° 30′ 55″ nord, 0° 14′ 43″ est | « PA00097845 » | Inscrit MH | 1948        | Église Saint-Martin-de-Vertou de Lublé                                               |
| Église Saint-Étienne de Lussault-sur-Loire                                           | Lussault-sur-Loire               |         | 47° 23′ 53″ nord, 0° 55′ 17″ est |                | |             | Église Saint-Étienne de Lussault-sur-Loire                                           |
| Église Sainte-Geneviève de Luynes                                                    | Luynes                           |         | 47° 23′ 06″ nord, 0° 33′ 15″ est |                | |             | Église Sainte-Geneviève de Luynes                                                    |
| Église Sainte-Luce de Luzillé                                                        | Luzillé                          |         | 47° 15′ 44″ nord, 1° 03′ 38″ est |                | |             | Église Sainte-Luce de Luzillé                                                        |
| Église Saint-Gervais-et-Saint-Protais de Luzé                                        | Luzé                             |         | 47° 01′ 22″ nord, 0° 27′ 11″ est |                | |             | Église Saint-Gervais-et-Saint-Protais de Luzé                                        |
| Abbatiale de l'abbaye royale Saint-Michel de Bois-Aubry                              | Luzé                             |         | 47° 00′ 35″ nord, 0° 29′ 15″ est |                | |             | Abbatiale de l'abbaye royale Saint-Michel de Bois-Aubry                              |
| Église Saint-Hilaire de Lémeré                                                       | Lémeré                           |         | 47° 05′ 00″ nord, 0° 20′ 07″ est | « PA00097803 » | Classé MH Clocher | 1921        | Église Saint-Hilaire de Lémeré                                                       |
| Église Saint-Martin de Maillé                                                        | Maillé                           |         | 47° 03′ 04″ nord, 0° 34′ 51″ est | « PA00097857 » | Inscrit MH | 1962        | Image manquante Téléverser                                                           |
| Église Saint-Gervais-et-Saint-Protais de Manthelan                                   | Manthelan                        |         | 47° 08′ 09″ nord, 0° 47′ 30″ est |                | |             | Église Saint-Gervais-et-Saint-Protais de Manthelan                                   |
| Église Saint-Saturnin de Marcilly-sur-Maulne                                         | Marcilly-sur-Maulne              |         | 47° 33′ 00″ nord, 0° 14′ 28″ est | « PA00097864 » | Inscrit MH | 1948        | Image manquante Téléverser                                                           |
| Église Saint-Blaise de Marcilly-sur-Vienne                                           | Marcilly-sur-Vienne              |         | 47° 02′ 35″ nord, 0° 32′ 25″ est |                | |             | Église Saint-Blaise de Marcilly-sur-Vienne                                           |
| Église Saint-Martin de Marcé-sur-Esves                                               | Marcé-sur-Esves                  |         | 47° 01′ 50″ nord, 0° 39′ 19″ est | « PA00097861 » | Inscrit MH | 1963        | Église Saint-Martin de Marcé-sur-Esves                                               |
| Église de Poncay                                                                     | Marigny-Marmande                 |         | 46° 59′ 38″ nord, 0° 31′ 02″ est | « PA00097866 » | Inscrit MH | 1931        | Image manquante Téléverser                                                           |
| Église Saint-Vincent de Marigny-Marmande                                             | Marigny-Marmande                 |         | 46° 58′ 54″ nord, 0° 29′ 18″ est |                | |             | Église Saint-Vincent de Marigny-Marmande                                             |
| Église Saint-Pierre de Marray                                                        | Marray                           |         | 47° 37′ 17″ nord, 0° 41′ 59″ est | « IA37000039 » | |             | Église Saint-Pierre de Marray                                                        |
| Église Saint-Pierre de Marçay                                                        | Marçay                           |         | 47° 05′ 58″ nord, 0° 13′ 02″ est | « PA00097859 » | Inscrit MH | 1962        | Église Saint-Pierre de Marçay                                                        |
| Église Saint-Pierre de Mazières-de-Touraine                                          | Mazières-de-Touraine             |         | 47° 22′ 59″ nord, 0° 25′ 33″ est |                | |             | Église Saint-Pierre de Mazières-de-Touraine                                          |
| Église Saint-Symphorien de Mettray                                                   | Mettray                          |         | 47° 27′ 09″ nord, 0° 39′ 00″ est |                | |             | Église Saint-Symphorien de Mettray                                                   |
| Église Saint-Martin de Monnaie                                                       | Monnaie                          |         | 47° 30′ 06″ nord, 0° 47′ 12″ est |                | |             | Image manquante Téléverser                                                           |
| Église Notre-Dame de Montbazon                                                       | Montbazon                        |         | 47° 17′ 12″ nord, 0° 42′ 51″ est | « PA37000014 » | Inscrit MH | 2003        | Église Notre-Dame de Montbazon                                                       |
| Église Saint-Étienne de Monthodon                                                    | Monthodon                        |         | 47° 39′ 00″ nord, 0° 50′ 12″ est |                | |             | Église Saint-Étienne de Monthodon                                                    |
| Église Saint-Pierre du Sentier                                                       | Monthodon                        |         | 47° 36′ 53″ nord, 0° 49′ 20″ est |                | |             | Image manquante Téléverser                                                           |
| Église Saint-Laurent de Montlouis-sur-Loire                                          | Montlouis-sur-Loire              |         | 47° 23′ 23″ nord, 0° 49′ 43″ est |                | |             | Église Saint-Laurent de Montlouis-sur-Loire                                          |
| Église Saint-Martin de Montreuil-en-Touraine                                         | Montreuil-en-Touraine            |         | 47° 29′ 16″ nord, 0° 56′ 52″ est |                | |             | Église Saint-Martin de Montreuil-en-Touraine                                         |
| Église Saint-Jean-Baptiste de Montrésor                                              | Montrésor                        |         | 47° 09′ 20″ nord, 1° 12′ 13″ est | « PA00097877 » | Classé MH | 1840        | Église Saint-Jean-Baptiste de Montrésor                                              |
| Église Saint-Pierre de Monts                                                         | Monts                            |         | 47° 16′ 38″ nord, 0° 37′ 31″ est |                | |             | Église Saint-Pierre de Monts                                                         |
| Église Saint-Jean-Baptiste de Morand                                                 | Morand                           |         | 47° 33′ 47″ nord, 1° 00′ 41″ est |                | |             | Église Saint-Jean-Baptiste de Morand                                                 |
| Église Saint-Martin de Mosnes                                                        | Mosnes                           |         | 47° 27′ 20″ nord, 1° 06′ 00″ est | « PA00097883 » | Inscrit MH | 1966        | Église Saint-Martin de Mosnes                                                        |
| Église Saint-Philippe-et-Saint-Jacques de Mouzay                                     | Mouzay                           |         | 47° 05′ 22″ nord, 0° 53′ 30″ est |                | |             | Église Saint-Philippe-et-Saint-Jacques de Mouzay                                     |
| Église Saint-Symphorien de Nazelles-Négron                                           | Nazelles-Négron                  |         | 47° 24′ 44″ nord, 0° 57′ 18″ est | « PA00097886 » | Inscrit MH | 1953        | Image manquante Téléverser                                                           |
| Église Saint-Pierre de Nazelles                                                      | Nazelles-Négron                  |         | 47° 25′ 58″ nord, 0° 57′ 15″ est | « PA00097885 » | Inscrit MH | 1966        | Image manquante Téléverser                                                           |
| Église Saint-Perpet de Neuil                                                         | Neuil                            |         | 47° 10′ 18″ nord, 0° 30′ 50″ est | « PA00097888 » | Inscrit MH | 1971        | Église Saint-Perpet de Neuil                                                         |
| Église Saint-Saturnin de Neuilly-le-Brignon                                          | Neuilly-le-Brignon               |         | 46° 58′ 28″ nord, 0° 47′ 20″ est |                | |             | Église Saint-Saturnin de Neuilly-le-Brignon                                          |
| Église Saint-Pierre de Neuillé-Pont-Pierre                                           | Neuillé-Pont-Pierre              |         | 47° 32′ 51″ nord, 0° 32′ 47″ est | « PA00097890 » | Inscrit MH | 1971        | Église Saint-Pierre de Neuillé-Pont-Pierre                                           |
| Église Saint-Pierre de Neuillé-le-Lierre                                             | Neuillé-le-Lierre                |         | 47° 30′ 42″ nord, 0° 54′ 37″ est | « PA00097889 » | Inscrit MH Eglise, à l'exception de la façade et des voûtes de la nef                                                                                            | 1948        | Église Saint-Pierre de Neuillé-le-Lierre                                             |
| Église Notre-Dame de Neuville-sur-Brenne                                             | Neuville-sur-Brenne              |         | 47° 37′ 08″ nord, 0° 54′ 28″ est |                | |             | Église Notre-Dame de Neuville-sur-Brenne                                             |
| Église Saint-Vincent de Neuvy-le-Roi                                                 | Neuvy-le-Roi                     |         | 47° 36′ 14″ nord, 0° 35′ 38″ est | « PA00097892 » | Classé MH | 1921        | Église Saint-Vincent de Neuvy-le-Roi                                                 |
| Église Saint-Prix de Noizay                                                          | Noizay                           |         | 47° 25′ 19″ nord, 0° 53′ 29″ est |                | |             | Église Saint-Prix de Noizay                                                          |
| Église Notre-Dame de Notre-Dame-d'Oé                                                 | Notre-Dame-d'Oé                  |         | 47° 27′ 25″ nord, 0° 42′ 27″ est |                | |             | Église Notre-Dame de Notre-Dame-d'Oé                                                 |
| Église Saint-Martin de Nouans-les-Fontaines                                          | Nouans-les-Fontaines             |         | 47° 08′ 13″ nord, 1° 17′ 57″ est | « PA00097897 » | Inscrit MH | 1926        | Église Saint-Martin de Nouans-les-Fontaines                                          |
| Église Saint-André de Nouzilly                                                       | Nouzilly                         |         | 47° 32′ 37″ nord, 0° 44′ 36″ est |                | |             | Église Saint-André de Nouzilly                                                       |
| Église Saint-Jean de Noyers                                                          | Nouâtre                          |         | 47° 02′ 07″ nord, 0° 32′ 55″ est | « PA00097900 » | Inscrit MH | 1971        | Église Saint-Jean de Noyers                                                          |
| Église Saint-Léger de Nouâtre                                                        | Nouâtre                          |         | 47° 03′ 01″ nord, 0° 32′ 52″ est | « PA37000005 » | Classé MH | 2002        | Église Saint-Léger de Nouâtre                                                        |
| Église Saints-Gervais-et-Protais de Noyant-de-Touraine                               | Noyant-de-Touraine               |         | 47° 06′ 37″ nord, 0° 33′ 33″ est |                | |             | Église Saints-Gervais-et-Protais de Noyant-de-Touraine                               |
| Église Saint-Vincent d'Orbigny                                                       | Orbigny                          |         | 47° 12′ 36″ nord, 1° 14′ 06″ est | « PA00097901 » | Inscrit MH | 2022        | Église Saint-Vincent d'Orbigny                                                       |
| Église Saint-Vincent de Panzoult                                                     | Panzoult                         |         | 47° 08′ 46″ nord, 0° 24′ 01″ est | « PA00097904 » | Inscrit MH | 1947        | Église Saint-Vincent de Panzoult                                                     |
| Église Saint-Pierre de Parçay-Meslay                                                 | Parçay-Meslay                    |         | 47° 26′ 32″ nord, 0° 44′ 44″ est | « PA00132563 » | Inscrit MH Eglise, à l'exception de l'abside classée ; Classé MH Abside                                                                                          | 1994 ; 1996 | Église Saint-Pierre de Parçay-Meslay                                                 |
| Église Saint-Pierre de Parçay-sur-Vienne                                             | Parçay-sur-Vienne                |         | 47° 06′ 15″ nord, 0° 28′ 40″ est | « PA00097907 » | Classé MH | 1930        | Église Saint-Pierre de Parçay-sur-Vienne                                             |
| Église de la Sainte-Croix de Paulmy                                                  | Paulmy                           |         | 46° 58′ 54″ nord, 0° 50′ 12″ est | « IA37001239 » | |             | Image manquante Téléverser                                                           |
| Église Saint-Denis de Pernay                                                         | Pernay                           |         | 47° 26′ 37″ nord, 0° 29′ 57″ est |                | |             | Église Saint-Denis de Pernay                                                         |
| Église Saint-Pierre de Perrusson                                                     | Perrusson                        |         | 47° 06′ 01″ nord, 1° 00′ 51″ est | « PA00097910 » | Inscrit MH | 1926        | Église Saint-Pierre de Perrusson                                                     |
| Église Saint-Adrien de Pocé-sur-Cisse                                                | Pocé-sur-Cisse                   |         | 47° 26′ 49″ nord, 0° 59′ 14″ est |                | |             | Image manquante Téléverser                                                           |
| Église de la Sainte-Trinité de Pont-de-Ruan                                          | Pont-de-Ruan                     |         | 47° 15′ 35″ nord, 0° 34′ 32″ est | « PA00097919 » | Inscrit MH Le portail | 1926        | Église de la Sainte-Trinité de Pont-de-Ruan                                          |
| Église Saint-Martin de Ports                                                         | Ports-sur-Vienne                 |         | 47° 00′ 59″ nord, 0° 33′ 14″ est |                | |             | Église Saint-Martin de Ports                                                         |
| Église Notre-Dame de Pouzay                                                          | Pouzay                           |         | 47° 04′ 55″ nord, 0° 31′ 59″ est |                | |             | Église Notre-Dame de Pouzay                                                          |
| Abbatiale Saint-Pierre de Preuilly-sur-Claise                                        | Preuilly-sur-Claise              |         | 46° 51′ 12″ nord, 0° 55′ 52″ est | « PA00097924 » | Classé MH | 1840        | Abbatiale Saint-Pierre de Preuilly-sur-Claise                                        |
| Église Notre-Dame-des-Échelles de Preuilly-sur-Claise                                | Preuilly-sur-Claise              |         | 46° 51′ 20″ nord, 0° 55′ 47″ est | « PA00097925 » | Inscrit MH | 1987        | Église Notre-Dame-des-Échelles de Preuilly-sur-Claise                                |
| Église Saint-Clair de Pussigny                                                       | Pussigny                         |         | 46° 59′ 34″ nord, 0° 34′ 12″ est | « PA00097931 » | Inscrit MH | 1947        | Église Saint-Clair de Pussigny                                                       |
| Église Sainte-Catherine de Razines                                                   | Razines                          |         | 46° 58′ 26″ nord, 0° 22′ 20″ est | « PA00097933 » | Inscrit MH | 1950        | Image manquante Téléverser                                                           |
| Église Notre-Dame de Razines                                                         | Razines                          |         | 46° 58′ 34″ nord, 0° 22′ 39″ est |                | |             | Église Notre-Dame de Razines                                                         |
| Église Saint-Étienne de Reignac-sur-Indre                                            | Reignac-sur-Indre                |         | 47° 13′ 56″ nord, 0° 54′ 58″ est | « PA00097934 » | Inscrit MH Le clocher | 1926        | Église Saint-Étienne de Reignac-sur-Indre                                            |
| Église Saint-Martin de Restigné                                                      | Restigné                         |         | 47° 16′ 51″ nord, 0° 13′ 41″ est | « PA00097936 » | Classé MH | 1908        | Église Saint-Martin de Restigné                                                      |
| Église Saint-Martin de Restigné                                                      | Restigné                         |         | 47° 16′ 51″ nord, 0° 13′ 41″ est | « PA00097936 » | Classé MH | 1908        | Église Saint-Martin de Restigné                                                      |
| Église Saint-Médard de Reugny                                                        | Reugny                           |         | 47° 28′ 59″ nord, 0° 53′ 02″ est |                | |             | Église Saint-Médard de Reugny                                                        |
| Église Notre-Dame de Richelieu                                                       | Richelieu                        |         | 47° 00′ 45″ nord, 0° 19′ 24″ est | « PA00097947 » | Classé MH | 1921        | Église Notre-Dame de Richelieu                                                       |
| Église Notre-Dame de Rigny                                                           | Rigny-Ussé                       |         | 47° 14′ 53″ nord, 0° 18′ 58″ est | « PA00098035 » | Classé MH | 1930        | Église Notre-Dame de Rigny                                                           |
| Église de la Trinité de Rigny-Ussé                                                   | Rigny-Ussé                       |         | 47° 15′ 10″ nord, 0° 17′ 58″ est | « IA00011319 » | |             | Image manquante Téléverser                                                           |
| Église Saint-Martin de Rilly-sur-Vienne                                              | Rilly-sur-Vienne                 |         | 47° 03′ 23″ nord, 0° 29′ 31″ est | « PA00098038 » | Inscrit MH Eglise (à l'exclusion de la façade Ouest) | 1977        | Église Saint-Martin de Rilly-sur-Vienne                                              |
| Église Saint-Loup de Rillé                                                           | Rillé                            |         | 47° 27′ 03″ nord, 0° 14′ 59″ est | « PA00098036 » | Inscrit MH | 1937        | Église Saint-Loup de Rillé                                                           |
| Église Saint-Pierre de Rivarennes                                                    | Rivarennes                       |         | 47° 16′ 00″ nord, 0° 21′ 11″ est | « IA00011332 » | |             | Église Saint-Pierre de Rivarennes                                                    |
| Église Notre-Dame de Rivière                                                         | Rivière                          |         | 47° 08′ 49″ nord, 0° 16′ 44″ est | « PA00098039 » | Classé MH | 1862        | Église Notre-Dame de Rivière                                                         |
| Église Saint-Georges-sur-Loire de Rochecorbon                                        | Rochecorbon                      |         | 47° 24′ 52″ nord, 0° 45′ 22″ est | « PA00098045 » | Classé MH | 2016        | Église Saint-Georges-sur-Loire de Rochecorbon                                        |
| Église Notre-Dame de Rochecorbon                                                     | Rochecorbon                      |         | 47° 24′ 52″ nord, 0° 45′ 22″ est | « PA00098044 » | Classé MH | 1923        | Image manquante Téléverser                                                           |
| Église Saint-Symphorien de Rouziers-de-Touraine                                      | Rouziers-de-Touraine             |         | 47° 31′ 02″ nord, 0° 38′ 54″ est |                | |             | Église Saint-Symphorien de Rouziers-de-Touraine                                      |
| Église Saint-Martin-de-Vertou de Saché                                               | Saché                            |         | 47° 14′ 48″ nord, 0° 32′ 38″ est | « PA00098053 » | Inscrit MH | 1935        | Église Saint-Martin-de-Vertou de Saché                                               |
| Église de Saint-Antoine-du-Rocher                                                    | Saint-Antoine-du-Rocher          |         | 47° 29′ 47″ nord, 0° 37′ 53″ est |                | |             | Église de Saint-Antoine-du-Rocher                                                    |
| Église Saint-Aubin de Saint-Aubin-le-Dépeint                                         | Saint-Aubin-le-Dépeint           |         | 47° 38′ 08″ nord, 0° 23′ 24″ est | « IA37000045 » | |             | Image manquante Téléverser                                                           |
| Église Saint-Avertin de Saint-Avertin                                                | Saint-Avertin                    |         | 47° 21′ 30″ nord, 0° 44′ 45″ est |                | |             | Église Saint-Avertin de Saint-Avertin                                                |
| Église Saint-Benoît de Saint-Benoît-la-Forêt                                         | Saint-Benoît-la-Forêt            |         | 47° 13′ 22″ nord, 0° 19′ 21″ est | « IA00011369 » | |             | Image manquante Téléverser                                                           |
| Église Saint-Bénigne de Saint-Branchs                                                | Saint-Branchs                    |         | 47° 13′ 36″ nord, 0° 46′ 20″ est |                | |             | Église Saint-Bénigne de Saint-Branchs                                                |
| Église Saint-Christophe de Saint-Christophe-sur-le-Nais                              | Saint-Christophe-sur-le-Nais     |         | 47° 37′ 02″ nord, 0° 28′ 40″ est | « PA00098066 » | Classé MH | 1942        | Église Saint-Christophe de Saint-Christophe-sur-le-Nais                              |
| Église Saint-Cyr-et-Sainte-Julitte de Saint-Cyr-sur-Loire                            | Saint-Cyr-sur-Loire              |         | 47° 23′ 53″ nord, 0° 40′ 02″ est | « PA00098068 » | Inscrit MH | 1926        | Église Saint-Cyr-et-Sainte-Julitte de Saint-Cyr-sur-Loire                            |
| Église Saint-Pie-X de Saint-Cyr-sur-Loire                                            | Saint-Cyr-sur-Loire              |         | 47° 24′ 41″ nord, 0° 40′ 18″ est |                | |             | Image manquante Téléverser                                                           |
| Église Saint-Flovier de Saint-Flovier                                                | Saint-Flovier                    |         | 46° 58′ 06″ nord, 1° 01′ 36″ est | « IA37001268 » | |             | Image manquante Téléverser                                                           |
| Église Saint-Pierre-Sainte-Julitte de Sainte-Julitte                                 | Saint-Flovier                    |         | 46° 58′ 22″ nord, 0° 58′ 22″ est | « IA37001278 » | |             | Image manquante Téléverser                                                           |
| Église Saint-Genouph de Saint-Genouph                                                | Saint-Genouph                    |         | 47° 22′ 41″ nord, 0° 35′ 58″ est |                | |             | Église Saint-Genouph de Saint-Genouph                                                |
| Église Saint-Germain de Saint-Germain-sur-Vienne                                     | Saint-Germain-sur-Vienne         |         | 47° 11′ 36″ nord, 0° 06′ 00″ est | « PA00098077 » | Classé MH | 1908        | Église Saint-Germain de Saint-Germain-sur-Vienne                                     |
| Église Saint-Hippolyte de Saint-Hippolyte (Indre-et-Loire)                           | Saint-Hippolyte                  |         | 47° 03′ 44″ nord, 1° 05′ 54″ est |                | |             | Église Saint-Hippolyte de Saint-Hippolyte (Indre-et-Loire)                           |
| Église Saint-Jean-Baptiste de Saint-Jean-Saint-Germain                               | Saint-Jean-Saint-Germain         |         | 47° 05′ 03″ nord, 1° 02′ 11″ est | « PA00098079 » | Classé MH Le porche | 1908        | Église Saint-Jean-Baptiste de Saint-Jean-Saint-Germain                               |
| Église Saint-Laurent de Saint-Laurent-de-Lin                                         | Saint-Laurent-de-Lin             |         | 47° 30′ 25″ nord, 0° 15′ 28″ est |                | |             | Église Saint-Laurent de Saint-Laurent-de-Lin                                         |
| Église Saint-Laurent de Saint-Laurent-en-Gâtines                                     | Saint-Laurent-en-Gâtines         |         | 47° 35′ 16″ nord, 0° 46′ 40″ est | « PA00098080 » | Inscrit MH | 1927        | Église Saint-Laurent de Saint-Laurent-en-Gâtines                                     |
| Église Saint-Martin de Saint-Martin-le-Beau                                          | Saint-Martin-le-Beau             |         | 47° 21′ 19″ nord, 0° 54′ 37″ est | « PA00098082 » | Inscrit MH | 1926        | Église Saint-Martin de Saint-Martin-le-Beau                                          |
| Église Saint-Nicolas de Saint-Nicolas-de-Bourgueil                                   | Saint-Nicolas-de-Bourgueil       |         | 47° 17′ 04″ nord, 0° 07′ 32″ est |                | |             | Église Saint-Nicolas de Saint-Nicolas-de-Bourgueil                                   |
| Église Saint-Nicolas de Saint-Nicolas-des-Motets                                     | Saint-Nicolas-des-Motets         |         | 47° 35′ 07″ nord, 1° 02′ 13″ est | « PA00098092 » | Classé MH | 1966        | Église Saint-Nicolas de Saint-Nicolas-des-Motets                                     |
| Église Saint-Ouen de Saint-Ouen-les-Vignes                                           | Saint-Ouen-les-Vignes            |         | 47° 28′ 05″ nord, 0° 59′ 41″ est | « PA00098093 » | Classé MH | 1936        | Église Saint-Ouen de Saint-Ouen-les-Vignes                                           |
| Église Saint-Paterne de Saint-Paterne-Racan                                          | Saint-Paterne-Racan              |         | 47° 36′ 11″ nord, 0° 29′ 02″ est | « PA00098096 » | Inscrit MH | 1947        | Église Saint-Paterne de Saint-Paterne-Racan                                          |
| Église Notre-Dame-de-la-Médaille de Saint-Pierre-des-Corps                           | Saint-Pierre-des-Corps           |         | 47° 23′ 22″ nord, 0° 42′ 57″ est |                | |             | Image manquante Téléverser                                                           |
| Église Notre-Dame-de-l'Assomption de Saint-Pierre-des-Corps                          | Saint-Pierre-des-Corps           |         | 47° 23′ 37″ nord, 0° 43′ 49″ est |                | |             | Image manquante Téléverser                                                           |
| Église Saint-Quentin de Saint-Quentin-sur-Indrois                                    | Saint-Quentin-sur-Indrois        |         | 47° 12′ 16″ nord, 1° 01′ 25″ est | « PA00098100 » | Inscrit MH | 1926        | Église Saint-Quentin de Saint-Quentin-sur-Indrois                                    |
| Église Saint-Roch de Saint-Roch                                                      | Saint-Roch                       |         | 47° 26′ 44″ nord, 0° 34′ 42″ est |                | |             | Image manquante Téléverser                                                           |
| Église Saint-Paul de Saint-Règle                                                     | Saint-Règle                      |         | 47° 24′ 30″ nord, 1° 03′ 09″ est |                | |             | Église Saint-Paul de Saint-Règle                                                     |
| Église Saint-Senoch de Saint-Senoch                                                  | Saint-Senoch                     |         | 47° 02′ 47″ nord, 0° 58′ 08″ est |                | |             | Église Saint-Senoch de Saint-Senoch                                                  |
| Église Saint-Épain de Saint-Épain                                                    | Saint-Épain                      |         | 47° 08′ 38″ nord, 0° 32′ 10″ est | « PA00098074 » | Classé MH | 1913        | Église Saint-Épain de Saint-Épain                                                    |
| Église Saint-Étienne de Saint-Étienne-de-Chigny                                      | Saint-Étienne-de-Chigny          |         | 47° 23′ 03″ nord, 0° 31′ 36″ est | « PA00098076 » | Classé MH | 1942        | Église Saint-Étienne de Saint-Étienne-de-Chigny                                      |
| Église Notre-Dame-des-Sept-Douleurs de Pont-de-Bresme                                | Saint-Étienne-de-Chigny          |         | 47° 22′ 15″ nord, 0° 30′ 56″ est |                | |             | Église Notre-Dame-des-Sept-Douleurs de Pont-de-Bresme                                |
| Église Sainte-Catherine de Sainte-Catherine-de-Fierbois                              | Sainte-Catherine-de-Fierbois     |         | 47° 09′ 26″ nord, 0° 39′ 19″ est | « PA00098064 » | Classé MH | 1862        | Église Sainte-Catherine de Sainte-Catherine-de-Fierbois                              |
| Église Sainte-Maure-Sainte-Britte de Sainte-Maure-de-Touraine                        | Sainte-Maure-de-Touraine         |         | 47° 06′ 40″ nord, 0° 37′ 11″ est | « PA00098086 » | Inscrit MH La crypte | 1926        | Église Sainte-Maure-Sainte-Britte de Sainte-Maure-de-Touraine                        |
| Église Notre-Dame de Saunay                                                          | Saunay                           |         | 47° 36′ 15″ nord, 0° 58′ 21″ est |                | |             | Église Notre-Dame de Saunay                                                          |
| Église Saint-Michel de Savigny-en-Véron                                              | Savigny-en-Véron                 |         | 47° 12′ 02″ nord, 0° 08′ 43″ est | « IA00011739 » | |             | Image manquante Téléverser                                                           |
| Église Saint-Pierre de Savigné-sur-Lathan                                            | Savigné-sur-Lathan               |         | 47° 26′ 40″ nord, 0° 19′ 13″ est |                | |             | Église Saint-Pierre de Savigné-sur-Lathan                                            |
| Église Saint-Gervais-Saint-Protais de Savonnières                                    | Savonnières                      |         | 47° 20′ 52″ nord, 0° 32′ 43″ est | « PA00098102 » | Classé MH | 1973        | Église Saint-Gervais-Saint-Protais de Savonnières                                    |
| Église Saint-Hilaire de Sazilly                                                      | Sazilly                          |         | 47° 08′ 09″ nord, 0° 20′ 29″ est | « PA00098105 » | Inscrit MH | 1926        | Église Saint-Hilaire de Sazilly                                                      |
| Église Saint-Martin de Semblancay                                                    | Semblançay                       |         | 47° 29′ 55″ nord, 0° 34′ 47″ est | « PA00098108 » | Inscrit MH | 1946        | Église Saint-Martin de Semblancay                                                    |
| Église Saint-Leubais de Sennevières                                                  | Sennevières                      |         | 47° 06′ 23″ nord, 1° 06′ 10″ est | « PA00098110 » | Inscrit MH | 1946        | Église Saint-Leubais de Sennevières                                                  |
| Église Notre-Dame de Sepmes                                                          | Sepmes                           |         | 47° 04′ 03″ nord, 0° 40′ 27″ est | « PA37000028 » | Inscrit MH | 2010        | Église Notre-Dame de Sepmes                                                          |
| Église Saint-Pierre de Seuilly                                                       | Seuilly                          |         | 47° 08′ 03″ nord, 0° 10′ 17″ est | « IA00011754 » | |             | Image manquante Téléverser                                                           |
| Église Saint-Genest de Sonzay                                                        | Sonzay                           |         | 47° 31′ 36″ nord, 0° 27′ 43″ est |                | |             | Église Saint-Genest de Sonzay                                                        |
| Église Saint-Pierre-ès-Liens de Sorigny                                              | Sorigny                          |         | 47° 14′ 35″ nord, 0° 41′ 38″ est |                | |             | Église Saint-Pierre-ès-Liens de Sorigny                                              |
| Église Saint-Saturnin de Souvigny-de-Touraine                                        | Souvigny-de-Touraine             |         | 47° 24′ 42″ nord, 1° 05′ 28″ est | « PA00098119 » | Inscrit MH | 1948        | Image manquante Téléverser                                                           |
| Église Saint-Michel de Souvigné                                                      | Souvigné                         |         | 47° 31′ 17″ nord, 0° 23′ 49″ est | « PA00098118 » | Inscrit MH | 1926        | Église Saint-Michel de Souvigné                                                      |
| Église Saint-Martin de Sublaines                                                     | Sublaines                        |         | 47° 15′ 46″ nord, 0° 59′ 32″ est | « PA00098120 » | Inscrit MH | 1948        | Église Saint-Martin de Sublaines                                                     |
| Église Saint-Martin de Tauxigny                                                      | Tauxigny-Saint-Bauld             |         | 47° 12′ 55″ nord, 0° 50′ 02″ est | « PA00098122 » | Inscrit MH | 1926        | Église Saint-Martin de Tauxigny                                                      |
| Église Saint-Bauld de Saint-Bauld                                                    | Tauxigny-Saint-Bauld             |         | 47° 10′ 48″ nord, 0° 50′ 16″ est |                | |             | Église Saint-Bauld de Saint-Bauld                                                    |
| Église Saint-Nicolas de Tavant                                                       | Tavant                           |         | 47° 07′ 30″ nord, 0° 23′ 20″ est | « PA00098123 » | Classé MH | 1908        | Église Saint-Nicolas de Tavant                                                       |
| Église Notre-Dame de Tavant                                                          | Tavant                           |         | 47° 07′ 36″ nord, 0° 23′ 25″ est | « PA00098124 » | Inscrit MH | 1948        | Église Notre-Dame de Tavant                                                          |
| Église de la Trinité de Theneuil                                                     | Theneuil                         |         | 47° 05′ 53″ nord, 0° 26′ 16″ est |                | |             | Église de la Trinité de Theneuil                                                     |
| Église Saint-Antoine de Thilouze                                                     | Thilouze                         |         | 47° 13′ 25″ nord, 0° 34′ 48″ est | « PA00098126 » | Inscrit MH Clocher | 1959        | Église Saint-Antoine de Thilouze                                                     |
| Église Saint-Maurice de Thizay                                                       | Thizay                           |         | 47° 10′ 03″ nord, 0° 08′ 36″ est | « IA00011785 » | |             | Église Saint-Maurice de Thizay                                                       |
| Église Saint-Pierre de Tournon-Saint-Pierre                                          | Tournon-Saint-Pierre             |         | 46° 44′ 20″ nord, 0° 57′ 15″ est |                | |             | Image manquante Téléverser                                                           |
| Cathédrale Saint-Gatien de Tours                                                     | Tours                            |         | 47° 23′ 44″ nord, 0° 41′ 40″ est | « PA00098135 » | Classé MH | 1862        | Cathédrale Saint-Gatien de Tours                                                     |
| Basilique Saint-Martin de Tours                                                      | Tours                            |         | 47° 23′ 35″ nord, 0° 40′ 58″ est | « PA00098305 » | Inscrit MH | 1991        | Basilique Saint-Martin de Tours                                                      |
| Église Notre-Dame-la-Riche de Tours                                                  | Tours                            |         | 47° 23′ 38″ nord, 0° 40′ 36″ est | « PA00098147 » | Inscrit MH | 1926        | Église Notre-Dame-la-Riche de Tours                                                  |
| Église Saint-Grégoire des Minimes                                                    | Tours                            |         | 47° 23′ 33″ nord, 0° 41′ 24″ est | « PA00098139 » | Classé MH | 1919        | Église Saint-Grégoire des Minimes                                                    |
| Église Saint-Julien de Tours                                                         | Tours                            |         | 47° 23′ 45″ nord, 0° 41′ 14″ est | « PA00098153 » | Classé MH | 1840        | Église Saint-Julien de Tours                                                         |
| Église Saint-Pierre-le-Puellier de Tours                                             | Tours                            |         | 47° 23′ 41″ nord, 0° 40′ 54″ est | « PA00098155 » | Inscrit MH Vestiges, à l'exception des murs modernes fermant les arcades, les planchers et les cloisons modernes                                                 | 1946        | Église Saint-Pierre-le-Puellier de Tours                                             |
| Église Saint-Denis de Tours                                                          | Tours                            |         | 47° 23′ 37″ nord, 0° 40′ 56″ est | « PA00098150 » | Inscrit MH | 1946        | Église Saint-Denis de Tours                                                          |
| Église Saint-Symphorien de Tours                                                     | Tours                            |         | 47° 24′ 10″ nord, 0° 41′ 40″ est | « PA00098157 » | Classé MH | 1921        | Église Saint-Symphorien de Tours                                                     |
| Église Sainte-Croix de Tours                                                         | Tours                            |         | 47° 23′ 37″ nord, 0° 40′ 54″ est | « PA00098148 » | Inscrit MH L'église, à l'exception des murs de façade moderne élevés au Sud, des planchers et des cloisons qui divisent l'édifice                                | 1939        | Église Sainte-Croix de Tours                                                         |
| Église Saint-François de Tours                                                       | Tours                            |         | 47° 23′ 42″ nord, 0° 41′ 15″ est | « PA00098151 » | Classé MH Tour, accolée à la chapelle de l'hôtel de Beaune-Semblançay                                                                                            | 1943        | Image manquante Téléverser                                                           |
| Église Saint-Jean-de-Beaumont de Tours                                               | Tours                            |         | 47° 22′ 57″ nord, 0° 40′ 19″ est | « PA00098152 » | Inscrit MH | 1983        | Église Saint-Jean-de-Beaumont de Tours                                               |
| Église Saint-Saturnin de Tours                                                       | Tours                            |         | 47° 23′ 45″ nord, 0° 40′ 57″ est | « PA00098156 » | Inscrit MH | 1947        | Église Saint-Saturnin de Tours                                                       |
| Église du Christ-Roi de Tours                                                        | Tours                            |         | 47° 24′ 43″ nord, 0° 41′ 01″ est |                | |             | Église du Christ-Roi de Tours                                                        |
| Église du Sacré-Cœur de Tours                                                        | Tours                            |         | 47° 23′ 05″ nord, 0° 42′ 14″ est | « IA00071218 » | |             | Image manquante Téléverser                                                           |
| Église Sainte-Jeanne-d'Arc de Tours                                                  | Tours                            |         | 47° 23′ 06″ nord, 0° 40′ 51″ est |                | |             | Église Sainte-Jeanne-d'Arc de Tours                                                  |
| Église Sainte-Radegonde de Tours                                                     | Tours                            |         | 47° 24′ 15″ nord, 0° 42′ 46″ est |                | |             | Image manquante Téléverser                                                           |
| Église Sainte-Thérèse-de-l'Enfant-Jésus de Tours                                     | Tours                            |         | 47° 23′ 00″ nord, 0° 40′ 09″ est |                | |             | Église Sainte-Thérèse-de-l'Enfant-Jésus de Tours                                     |
| Église Saint-Étienne de Tours                                                        | Tours                            |         | 47° 23′ 13″ nord, 0° 41′ 31″ est | « IA00071216 » | |             | Église Saint-Étienne de Tours                                                        |
| Église Saint-Jean de Montjoyeux                                                      | Tours                            |         | 47° 21′ 39″ nord, 0° 42′ 22″ est |                | |             | Église Saint-Jean de Montjoyeux                                                      |
| Église de la Sainte-Famille de Tours                                                 | Tours                            |         | 47° 22′ 42″ nord, 0° 42′ 31″ est |                | |             | Église de la Sainte-Famille de Tours                                                 |
| Église Saint-Éloi de Tours                                                           | Tours                            |         | 47° 23′ 18″ nord, 0° 40′ 34″ est |                | |             | Église Saint-Éloi de Tours                                                           |
| Église Saint-Paul du Sanitas                                                         | Tours                            |         | 47° 22′ 47″ nord, 0° 41′ 52″ est |                | |             | Église Saint-Paul du Sanitas                                                         |
| Église Saint-Pierre-Ville de Tours                                                   | Tours                            |         | 47° 23′ 49″ nord, 0° 42′ 04″ est |                | |             | Église Saint-Pierre-Ville de Tours                                                   |
| Église Notre-Dame-de-l'Écrignole de Tours                                            | Tours                            |         | 47° 23′ 36″ nord, 0° 41′ 00″ est | « IA00071206 » | |             | Église Notre-Dame-de-l'Écrignole de Tours                                            |
| Église Saint-Romain de Trogues                                                       | Trogues                          |         | 47° 06′ 55″ nord, 0° 29′ 51″ est | « IA37000287 » | |             | Église Saint-Romain de Trogues                                                       |
| Église Saint-Martin de Truyes                                                        | Truyes                           |         | 47° 16′ 23″ nord, 0° 50′ 54″ est | « PA00098269 » | Classé MH Clocher | 1908        | Église Saint-Martin de Truyes                                                        |
| Église Saint-Médard de Vallères                                                      | Vallères                         |         | 47° 18′ 44″ nord, 0° 28′ 29″ est | « IA00011389 » | |             | Église Saint-Médard de Vallères                                                      |
| Église Saint-Pierre de Varennes                                                      | Varennes                         |         | 47° 04′ 11″ nord, 0° 54′ 56″ est |                | |             | Église Saint-Pierre de Varennes                                                      |
| Église Saint-Maixent de Veigné                                                       | Veigné                           |         | 47° 17′ 16″ nord, 0° 44′ 12″ est | « PA00098273 » | Inscrit MH Le clocher | 1961        | Église Saint-Maixent de Veigné                                                       |
| Église Saint-Hilaire de Verneuil-le-Château                                          | Verneuil-le-Château              |         | 47° 02′ 21″ nord, 0° 27′ 23″ est | « PA00098278 » | Inscrit MH | 1962        | Église Saint-Hilaire de Verneuil-le-Château                                          |
| Église Saint-Bauld de Verneuil-sur-Indre                                             | Verneuil-sur-Indre               |         | 47° 03′ 19″ nord, 1° 02′ 25″ est |                | |             | Image manquante Téléverser                                                           |
| Église de la Sainte-Trinité de Vernou-sur-Brenne                                     | Vernou-sur-Brenne                |         | 47° 25′ 17″ nord, 0° 50′ 45″ est | « PA00098283 » | Classé MH La façade ; Inscrit MH Eglise, à l'exception de la façade classée                                                                                      | 1862 ; 1946 | Église de la Sainte-Trinité de Vernou-sur-Brenne                                     |
| Église Saint-André de Villaines-les-Rochers                                          | Villaines-les-Rochers            |         | 47° 13′ 14″ nord, 0° 29′ 46″ est | « PA37000010 » | Classé MH | 2002        | Église Saint-André de Villaines-les-Rochers                                          |
| Église Saint-Étienne de Villandry                                                    | Villandry                        |         | 47° 20′ 23″ nord, 0° 30′ 43″ est | « PA00098287 » | Inscrit MH | 1926        | Église Saint-Étienne de Villandry                                                    |
| Église Saint-Martin de Villebourg                                                    | Villebourg                       |         | 47° 38′ 59″ nord, 0° 31′ 46″ est | « IA37000060 » | |             | Image manquante Téléverser                                                           |
| Église Saint-André de Villedômain                                                    | Villedômain                      |         | 47° 03′ 15″ nord, 1° 15′ 27″ est |                | |             | Église Saint-André de Villedômain                                                    |
| Église Saint-Vincent de Villedômer                                                   | Villedômer                       |         | 47° 32′ 45″ nord, 0° 53′ 21″ est | « PA00098291 » | Inscrit MH | 1948        | Image manquante Téléverser                                                           |
| Église priorale Notre-Dame-et-Saint-Étienne du prieuré des Grandmontains de Villiers | Villeloin-Coulangé               |         | 47° 08′ 27″ nord, 1° 13′ 17″ est |                | |             | Église priorale Notre-Dame-et-Saint-Étienne du prieuré des Grandmontains de Villiers |
| Église Saint-Sulpice de Coulangé                                                     | Villeloin-Coulangé               |         | 47° 08′ 07″ nord, 1° 14′ 30″ est |                | |             | Église Saint-Sulpice de Coulangé                                                     |
| Ancienne église Saint-Michel de Villeloin                                            | Villeloin-Coulangé               |         | 47° 08′ 27″ nord, 1° 13′ 29″ est |                | |             | Ancienne église Saint-Michel de Villeloin                                            |
| Église Saint-Michel de Villeloin                                                     | Villeloin-Coulangé               |         | 47° 08′ 29″ nord, 1° 13′ 27″ est |                | |             | Église Saint-Michel de Villeloin                                                     |
| Église Saint-Jacques de Villeperdue                                                  | Villeperdue                      |         | 47° 12′ 01″ nord, 0° 37′ 53″ est |                | |             | Image manquante Téléverser                                                           |
| Église Saint-Pierre de Villiers-au-Bouin                                             | Villiers-au-Bouin                |         | 47° 34′ 30″ nord, 0° 18′ 49″ est | « PA00132566 » | Inscrit MH | 1994        | Église Saint-Pierre de Villiers-au-Bouin                                             |
| Église Saint-Pierre-ès-Liens de Vou                                                  | Vou                              |         | 47° 05′ 08″ nord, 0° 51′ 32″ est | « PA00098297 » | Inscrit MH | 1973        | Église Saint-Pierre-ès-Liens de Vou                                                  |
| Église Notre-Dame-et-Saint-Jean-Baptiste de Vouvray                                  | Vouvray                          |         | 47° 24′ 45″ nord, 0° 48′ 07″ est |                | |             | Église Notre-Dame-et-Saint-Jean-Baptiste de Vouvray                                  |
| Église Notre-Dame de Véretz                                                          | Véretz                           |         | 47° 21′ 36″ nord, 0° 48′ 16″ est | « PA00098275 » | Classé MH | 2022        | Église Notre-Dame de Véretz                                                          |
| Église Notre-Dame d'Yzeures-sur-Creuse                                               | Yzeures-sur-Creuse               |         | 46° 47′ 11″ nord, 0° 52′ 18″ est |                | |             | Église Notre-Dame d'Yzeures-sur-Creuse                                               |
| Église Saint-Aignan d'Épeigné-les-Bois                                               | Épeigné-les-Bois                 |         | 47° 16′ 51″ nord, 1° 06′ 44″ est | « PA00097744 » | Inscrit MH | 1948        | Église Saint-Aignan d'Épeigné-les-Bois                                               |
| Église Saint-Étienne d'Épeigné-sur-Dême                                              | Épeigné-sur-Dême                 |         | 47° 40′ 07″ nord, 0° 36′ 50″ est | « PA00097745 » | Inscrit MH Le pignon Ouest | 1962        | Église Saint-Étienne d'Épeigné-sur-Dême                                              |

## Culteorthodoxe
| Église                                                  | Commune | Adresse | Coordonnées                      | Notice | Protection | Date | Illustration               |
| ------------------------------------------------------- | ------- | ------- | -------------------------------- | ------ | ---------- | ---- | -------------------------- |
| Chapelle de l'Église orthodoxe des Gaules de Bois-Aubry | Luzé    |         | 47° 00′ 39″ nord, 0° 29′ 13″ est |        |            |      | Image manquante Téléverser |

### Culteprotestant
| Église                     | Commune | Adresse | Coordonnées                      | Notice         | Protection | Date | Illustration               |
| -------------------------- | ------- | ------- | -------------------------------- | -------------- | ---------- | ---- | -------------------------- |
| Temple protestant de Tours | Tours   |         | 47° 23′ 35″ nord, 0° 41′ 26″ est | « PA00098138 » | Classé MH  | 1992 | Temple protestant de Tours |